# Hjortkvarn
Hjortkvarn ist ein Tätort  in der Gemeinde Hallsberg im schwedischen Landkreis Örebro.
Hjortkvarn liegt etwa fünfundzwanzig Kilometer südöstlich von Hallsberg und etwa genau so weit nordöstlich von Finspång entfernt. Durch den Ort führen der Riksväg 51 und mehrere Landesstraßen (Länsväg T 597, T 614, T 615 und T 617). Auf der inzwischen abgebauten Bahnstrecke Pålsboda–Finspång endete der letzte Güterverkehr 1987.
Größter Arbeitsplatz ist das Sägewerk Hjortkvarn Timber. Es gibt im Ort eine Gemischtwarenhandlung, eine Tankstelle und eine Vorschule.
Hjortkvarn wurde 2007 zum demografischen Zentrum Schwedens ernannt. Zuvor lag dieses Zentrum in Svennevad, etwa acht Kilometer nördlich von Hjortkvarn entfernt. Die Einwohnerzahl ist seit dem Höchststand von 1980 mit 381 leicht abnehmend, so dass 2020 239 Einwohner gezählt wurden.

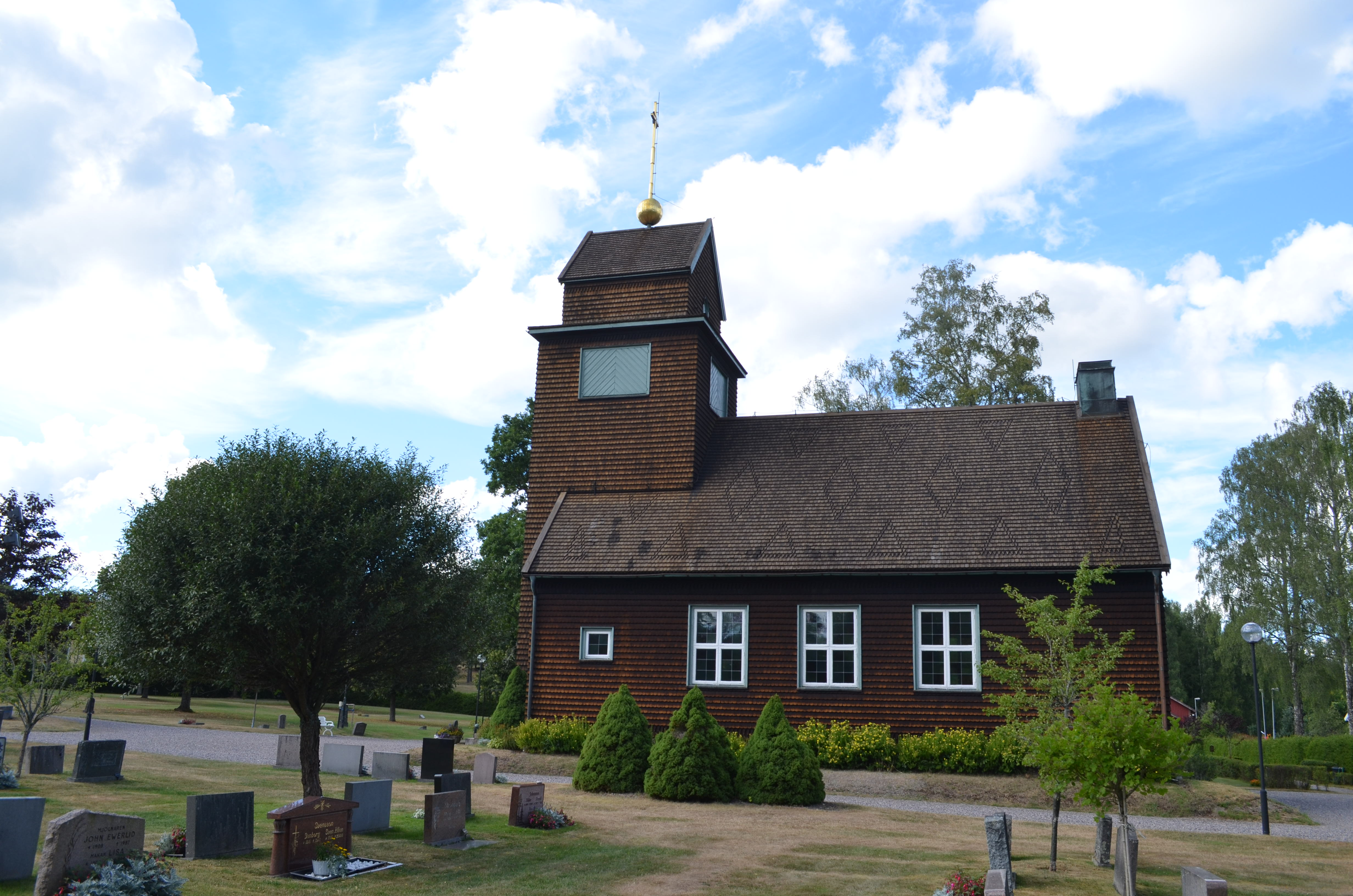
Kirche
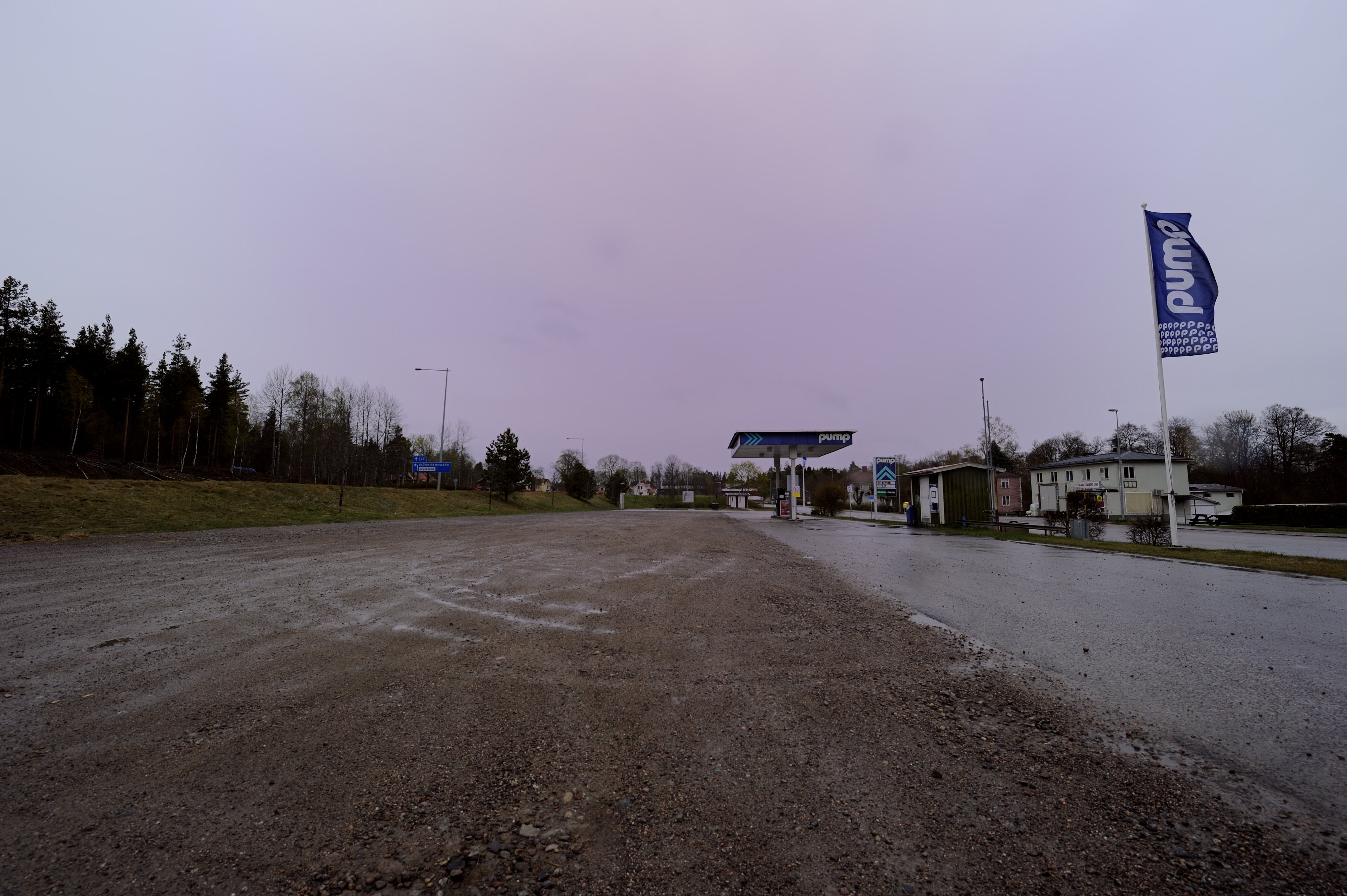
Tankstelle